# ريلي (باد كاليه)
ريلي، باد كاليه (بالفرنسية: Rely, Pas-de-Calais)‏ هي بلدية تقع في إقليم باد كاليه من منطقة نور با دو كاليه في شمال فرنسا. تبلغ مساحة هذه المدينة 4.83 (كم²)، وترتفع عن سطح البحر 98 م، يبلغ عدد سكانها 416 نسمة حسب إحصاء المعهد الوطني للإحصاء والدراسات الاقتصادية سنة 2009 م. وترأس Jean-Marie Macke البلدية خلال فترة (2008-2014).